# 東森車站
東森車站（日语：／ Higashi-mori eki */?）是一由北海道旅客鐵道（JR北海道）所經營的鐵路車站，位於日本北海道茅部郡森町尾白町。東森車站是JR北海道函館本線（砂原支線）沿線的一個無人車站，屬於函館支社的管轄範圍，並由森車站負責管理。

## 簡介
東森車站站內只設有一座側式月台一條乘車線。但由於站內還有側線的配置站區範圍較寬廣，因此需利用站內平交道才能由站房處前往達月台。

## 歷史

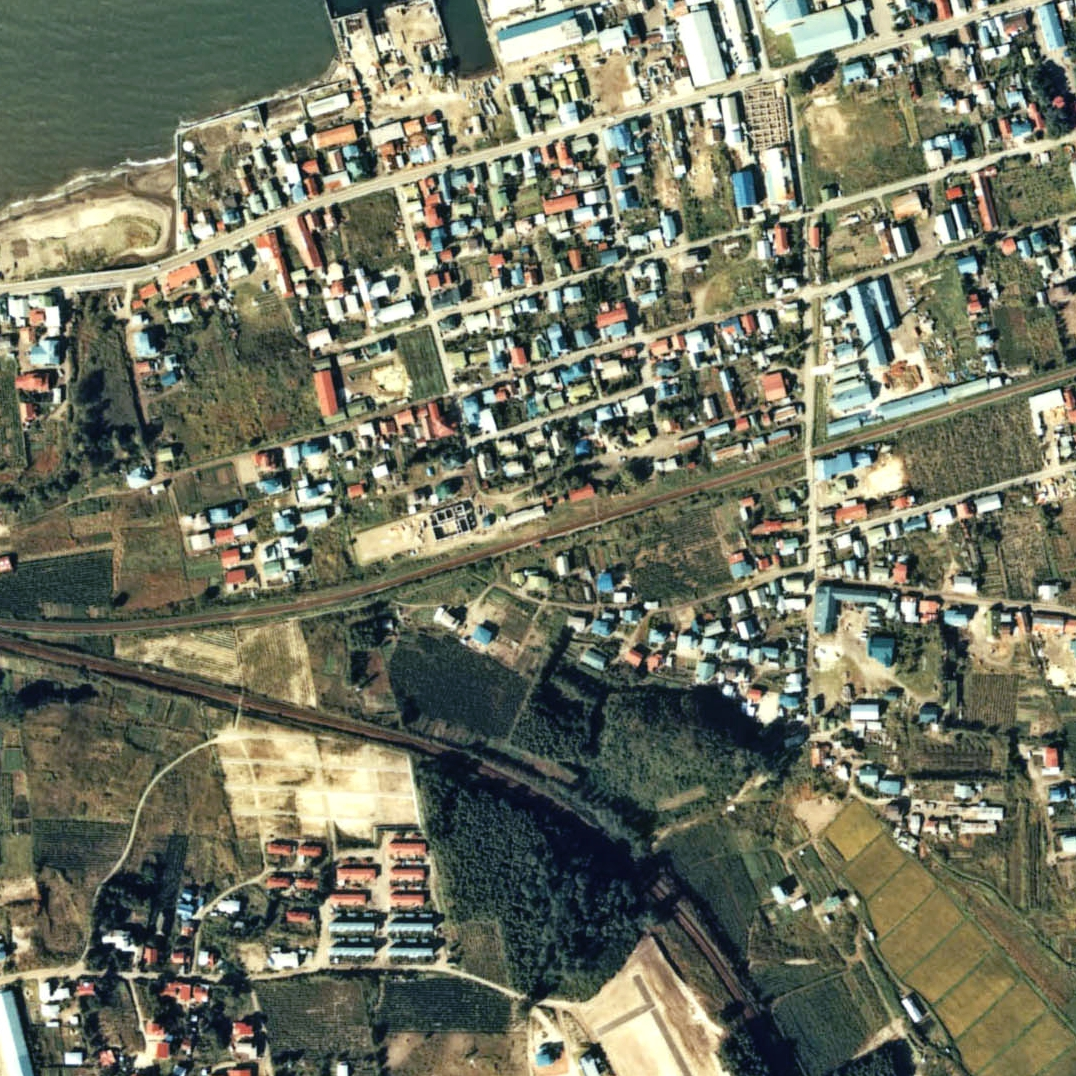
1976年東森站及方圓約750m範圍的高空圖。右側為鹿部、大沼方向。影像左側起為函館本線分歧位置。

- 1927年12月25日：隨渡島海岸鐵道（日语：渡島海岸鉄道）本站～砂原開通而以「東森臨時站」開業[1]。
- 1928年9月13日：隨森～本站開通[2]），本站首度廢站、停止營業[1]。
- 1934年7月1日：第二代東森站開業，位置為原第一代車站向大沼方轉移[1]。為一般駅站。
- 1945年1月25日：渡島海岸鐵道國有化，並歸入函館本線內[3]。
- 1949年6月1日：隨《日本國有鐵道法》實施，車站由日本國有鐵道（國鉄）承繼。
- 1961年2月1日：除專用線發車及到着的貨物列車外，其餘貨物提取服務取消[4][注釈 1]。
- 1965年5月1日：貨物列車提取服務中止[4]。
- 1971年10月26日：手提行李提取服務取消[4]，並且降為無人車站[4][5]。
- 1979年3月30日：站房改建[6]。
- 1987年4月1日：國鐵分割民營化，車站由北海道旅客鐵道（JR北海道）繼承。
- 2007年10月1日：導入車站編號[JR北 1]。

## 相鄰車站
北海道旅客鐵道（JR北海道）
■函館本線（砂原支線）
尾白內（N64）－東森（N63）－森（H62）

### 曾經存在的路線
渡島海岸鐵道
渡島海岸鐵道線
森－新川停留所－東森－尾白內

### 附註
1. ↑  昭和32年版、及39年版全國專用線一覧表中，有列出以森町長名義的專用線、作業距離為0.4km。

1. ↑   (PDF) (新闻稿). 北海道旅客鉄道. 2007-09-12  [2014-09-06]. （原始内容 (PDF)存档于2007-09-30）.

## 外部連結
- JR北海道東森站 （页面存档备份，存于）（日語）

42°6′24.64″N 140°35′36.83″E / 42.1068444°N 140.5935639°E